# Saga Fragment
Saga Fragment est une œuvre concertante pour piano et petit orchestre du compositeur britannique Arnold Bax, composée en 1933 à partir de son Quatuor avec piano de 1922.

## Contexte
En 1933, Harriet Cohen, compagne, pianiste et commanditaire principale d'Arnold Bax, souhaitait une nouvelle œuvre courte à jouer lors de sa prochaine tournée américaine. Arnold Bax répond à sa demande en orchestrant son Quatuor avec piano en un mouvement de 1922 pour petit orchestre (piano solo, trompette, percussion et cordes), sous le titre Saga Fragment. Il a dédié l'œuvre à Harriet Cohen, qui la crée le 21 octobre 1933, sous la direction de Constant Lambert. Cohen la décrit dans son autobiographie A Bundle of Time comme « une petite œuvre sauvage très admirée par Bartók » (« a savage little work much admired by Bartók »), ce qui est tout à fait approprié compte tenu du caractère général de cette pièce cassante et sombre, aux accents martiaux. Bax lui-même l'a décrite comme « une pilule plutôt dure » (« a rather a tough pill »), bien qu'elle ait ses moments de repos, comme dans les harmonies riches et luxueuses de la section andante con moto, qui met en scène un violon solo, ainsi qu'un thème de danse mélancolique pour les altos, bien que celui-ci revienne plus tard dans un caractère nettement plus sinistre.

## Discographie
- Winter Legends/Morning Song/Saga Fragment, Ashley Wass (piano), James Judd (dir.), Orchestre symphonique de Bournemouth, Naxos, 8.572597, avril 2011.